# Renault Symbol
O Renault Symbol foi lançado no Brasil no primeiro trimestre de 2009, sendo produzido na Argentina. Como substituto do Renault Clio Sedan, compartilha motor câmbio e várias peças comuns a linha Renault. O Symbol conta com duas opções de motor: 1.6 8V de 92/95cv e 1.6 16V 110/115cv e chega para ocupar o espaço entre os Renault Logan e Renault Mégane.

## Versões
- Expression 1.6 8v
- Expression 1.6 16v
- Privilége 1.6 16v